# Elecciones generales de Jamaica de 1967
Las elecciones generales de Jamaica de 1967 las primeras después de la independencia, se llevaron a cabo el 21 de febrero. El primer ministro Alexander Bustamante, de 83 años, no se presentó a la reelección y dimitió dos días después, entregándole el poder interinamente a Donald Sangster. Con una participación electoral del 82% (que nunca llegaría a igualarse), el Partido Laborista de Jamaica revalidó su mayoría absoluta obteniendo 33 de los 53 escaños (aumentándose 8 escaños desde la elección anterior). Sangster entregó el poder a Hugh Shearer, primer ministro electo, el 11 de abril.

## Resultados
| Partido                      | Votos   | %    | Escaños | +/-   |
| ---------------------------- | ------- | ---- | ------- | ----- |
| Partido Laborista de Jamaica | 224,180 | 50.7 | 33      | +7    |
| Partido Nacional del Pueblo  | 217,207 | 49.1 | 20      | +1    |
| Partido Unido de Jamaica     | 163     | 0.0  | 0       | Nuevo |
| Partido Nosotros de Jamaica  | 133     | 0.0  | 0       | Nuevo |
| Partido Republicano          | 45      | 0.0  | 0       | Nuevo |
| Independientes               | 844     | 0.2  | 0       | 0     |
| Votos en blanco/anulados     | 4.243   | –    | –       | –     |
| Total                        | 446.815 | 100  | 53      | +8    |
| Fuente: Nohlen               |         |      |         |       |